# ناحیه اورم الکبری
ناحیه آورم الکبری (به عربی: ناحیة أورم الکبری) یک ناحیه در سوریه است که در منطقه الاتارب واقع شده‌است. ناحیه آورم الکبری ۲۲٬۸۵۱ نفر جمعیت دارد.